# Simfonia núm. 1 (Walton)
La Simfonia núm. 1 en si bemoll menor és una de les dues simfonies del compositor anglès William Walton. Walton va tenir dificultats per completar l'obra, i la seva primera actuació pública es va fer sense el finale, el 1934. L'obra completa de quatre moviments va ser estrenada el 6 de novembre de 1935 per Hamilton Harty, que l'havia encarregada, per l'Orquestra Simfònica de la BBC.
L'obra mostra la influència de Sibelius, sobretot en la seva estructura musical. Es troba entre les simfonies més conegudes dels compositors britànics i ha rebut nombrosos enregistraments.

## Història
Walton era, segons Pearson, el més talentós de la seva generació (que incloïa Constant Lambert, per exemple). El fet també de tenir bons patrons, entre els quals els Sitwell, va fer que el seu nom es fes conegut com a resultat de tota la publicitat que va envoltar les seves primeres composicions.
El 1923 Walton s'havia establert una reputació com a compositor d'avantguarda amb el seu "Entertainment", Façade (amb versos d'⁣Edith Sitwell). Les seves altres obres importants dels anys 20 i principis dels 30, com l'obertura Portsmouth Point (1926), el Concert per a viola i la cantata, Belshazzar's Feast l'havien establert com una figura destacada de la música britànica.
Walton va superar, segons Service, totes les altres simfonies britàniques contemporànies. Tot i que no va arribar a acabar-la, Elgar estava treballant en la seva tercera simfonia el 1933. Bax ja n'havia compost cinc. Ernest John Moeran estava treballant en la seva primera i la quarta de Vaughan Williams va causar sensació el 1935. Quan Walton va acceptar la comissió de la simfonia va dir: «Pot ser que sigui capaç de treure a Bax del mapa [sic]». Tanmateix, la dedicació que va requerir la seva composició va ser una de les experiències més traumàtiques musicalment i personal de la vida de Walton.
El 1932 Walton va començar a treballar en una simfonia. Compositor lent i minuciós, va anar evolucionant progressivament. Els dos primers moviments es van acabar a principis de 1933, i va compondre el moviment lent a mitjans d'aquell any. Després d'això, va patir un bloqueig i no va poder completar el final. Crítics com Edward Greenfield han suggerit que el problema va ser una reacció a la ruptura dels sis anys d'amor de Walton amb una jove vídua alemanya, la baronessa Imma von Doernberg, a qui està dedicada la simfonia. Walton no estava escrivint per encàrrec, i no hi havia una data límit contractual per a la finalització de la simfonia, però havia promès l'estrena al director Sir Hamilton Harty i a la London Symphony Orchestra (LSO). El compositor havia permès que l'obra s'anunciés durant dos anys consecutius al prospecte de temporada de l'orquestra, i l'expectació que s'havia despertat el va pressionar. El 1934, Harty i altres el van convèncer perquè permetessin la representació dels tres moviments completats. Això va tenir lloc al Queen's Hall el 3 de desembre de 1934. L'abril següent l'⁣Orquestra Filharmònica de Londres dirigida per Malcolm Sargent va fer dues actuacions més de l'obra incompleta.
Walton es va fer una pausa en el treball de la simfonia durant el 1934 per compondre la seva primera música per a pel·lícula (per a Escape Me Never de Paul Czinner). Després d'una interrupció de vuit mesos, va reprendre el treball en la simfonia i la va completar l'agost de 1935. Harty i la BBC Symphony Orchestra van oferir l'estrena de la peça completa el 6 de novembre d'aquell any. L'actuació va despertar un gran entusiasme. The News Chronicle va informar: "Els aplaudiments al final van ser aclaparadors, i quan el senyor Walton, un jove esvelt, tímid, va pujar a l'andana, va ser aplaudit contínuament durant cinc minuts".
La simfonia va despertar interès internacional. Els principals directors continentals Wilhelm Furtwängler i Willem Mengelberg van enviar a demanar còpies de la partitura; l'⁣Orquestra Simfònica de Chicago va estrenar l'obra als EUA amb Harty; Eugene Ormandy i l'⁣Orquestra de Filadèlfia van fer l'estrena a Nova York; i el jove George Szell va dirigir la simfonia a Austràlia.

## Estructura
L'obra està escrita en quatre moviments i per a una orquestra simfònica que consta de dues flautes (una doblant amb flautí), dos oboès, dos clarinets en si ♭ (doblant de clarinets en la), dos fagots, quatre trompetes en fa, tres trompetes en do, tres trombons, tuba, timbals. (dos músics), tambor, plats, tam-tam i cordes. La secció de percussió (tret del timbal) s'utilitza només cap al final de l'últim moviment.
I: Allegro assai – Poco meno mosso – A tempo, agitato – Poco meno mosso – Agitato poco a poco – Animato
El primer moviment s'obre amb un pianissimo dels timbals en si ♭ les trompes entren, també molt silenciosament, d'una en una, en si ♭, fa i sol. Un tema d'oboè tranquil comença en re ♭ ; un motiu de violoncel de cinc notes recorre al llarg del moviment. Segons el crític Anthony Burton, l'efecte del moviment és ampli i potent: l'amplitud que prové de "les harmonies del moviment lent sobre les notes del baix i els timbals de llarg temps són semblants a Sibelius", així com la potència de les "figures d'ostinato repetides amb urgència, brillants, dissonàncies i sonores". La tensió de la primera secció del moviment es relaxa lleugerament per al segon tema, que és una mica més lent, arribant a un clímax de notes ferotgement repetides. La secció central de desenvolupament rep la idea d'obertura molt tranquil·lament, augmentant lentament la intensitat. El moviment acaba amb el retorn del primer tema, aquesta vegada amb una harmonització més ortodoxa. En un moment de la composició de l'obra, Walton havia pensat en deixar l'Allegro assai com una simfonia d'un sol moviment. El comentarista Keith Anderson observa que el moviment té "una unitat convincent" que ha provocat comparacions amb Sibelius, tot i que Walton no estava d'acord amb aquesta visió.
II: Scherzo : Presto con malizia
L'scherzo - "amb malícia" - en mi menor, està en un ràpid temps de 3/4, amb compassos ocasionals rítmicament disruptius de 5/4; sobre ritmes insistents, amb esclats de percussió, continuen temes fragmentaris angulars fora de ritme, sense secció de trio relaxada per trencar la tensió.
III: Andante con malinconia
Walton va marcar originalment el moviment lent "Adagio con melancolia", ara esmenat en edicions impreses de la partitura a "Andante con malinconia" ("a un ritme moderat, amb malenconia"). El moviment, en do ♯ menor, s'obre amb una melodia de flauta malenconiosa i posteriorment empra un segon tema lent; ambdós temes són, segons la frase de Burton, "un lirisme característicament agredolç". Walton els desenvolupa de manera contrapuntística fins a un esclat climàtic apassionat, després del qual la música disminueix i arriba a una conclusió silenciosa. En els esborranys anteriors de Walton, el tema de l'andante estava pensat per al moviment d'obertura, però va trobar que "no funcionava, i després es va convertir en el moviment lent". El seu pla original per al moviment incloïa un episodi central de scherzando, però el va eliminar de la partitura curta, i no ha sobreviscut.
IV: Maestoso – Allegro, brioso ed ardentemente – Vivacissimo – Agitato – Maestoso
El finale torna l'obra a la tonalitat de si ♭ però ara en major. Per a aquest moviment Walton especifica un segon timbalista i dos percussionistes més. L'obertura és una florida d'una manera grandiosa que el compositor va adoptar més tard en les seves marxes de coronació i música de pel·lícula. A continuació hi ha dues seccions discretes dirigides a ser tocades "ràpidament, amb animació i ardor"; el primer és molt enèrgic, i el segon una fuga animada, amb un tram central més relaxat. Els temes de les dues seccions es desenvolupen en un pas ràpid en temps triple. El tempo s'alenteix per al retorn del tema inicial del moviment, formant el que Burton descriu com "una coda grandiloqüent".

## Recepció crítica
Des del primer moment, la crítica va remarcar el deute de Walton amb Sibelius a la simfonia. Neville Cardus es trobava entre ells, però va afegir que ningú, excepte Sibelius, havia escrit una obra orquestral més gran que la simfonia de Walton des de l'apogeu d'Elgar. Byron Adams diu de l'obra que el seu "poder orgiàstic, la seva malícia brillant, la desolació sensual i l'arrogància extrovertida" fan de la simfonia un homenatge a la tenacitat i la facilitat inventiva de Walton. El crític Edwin Evans va escriure sobre l'Andante con malinconia:
| « | El moviment lent és al meu entendre la secció nodal de l'obra. La seva estructura és melòdica, el seu caràcter idíl·lic i contemplatiu, però d'una manera íntimament personal, amb una sensació de malenconia i d'esperança anhelosa que queda totalment allunyada de l'"anhel" dels romàntics. És d'alguna manera la peça musical més significativa que ha escrit Walton. | » |

Els crítics sempre han diferit sobre si el finale, molt optimista, coincideix amb la resta de l'obra. Pel que fa a l'obra en conjunt, en un estudi de 1998 sobre el repertori simfònic internacional, Michael Steinberg va reconèixer la influència sibeliana, però va afegir:
| « | Per tot això, la Simfonia núm. 1 de Walton és una enunciació lliure, forta i individual, molt més enllà de la mera imitació com ho és, per exemple, la Primera de Brahms en la seva relació amb Beethoven. No molts voldrien anomenar Walton un dels grans compositors del segle xx, però l'afirmació que la seva Primera Simfonia és una de les grans simfonies del segle XX no és excessiva. | » |

## Enregistraments
La Primera Simfonia de Walton ha estat ben representada en el món del disc. El primer enregistrament va ser realitzat per la jove companyia Decca al seu estudi de gravació de Thames Street a Londres, amb Harty i la LSO supervisats pel compositor el 9 al 10 de desembre de 1935, un mes després de l'estrena de l'obra completa. Les gravacions posteriors inclouen:
| Orquestra                             | Director              | Segell         | Data |
| ------------------------------------- | --------------------- | -------------- | ---- |
| Filharmònica                          | Sir William Walton    | EMI            | 1951 |
| Orquestra Sinfónica de Roma de la RAI | Herbert von Karajan   | EMI            | 1953 |
| Filharmònica de Londres               | Sir Adrian Boult      | Pye            | 1958 |
| Simfonia de Nova Zelanda              | Sir William Walton    | Pont           | 1964 |
| Reial Filharmònica                    | Sir William Walton    | BBC            | 1965 |
| Simfonia de Londres                   | André Previn          | RCA            | 1967 |
| Nova Filharmònica                     | Sir Malcolm Sargent   | EMI            | 1967 |
| Reial Filharmònica                    | Jascha Horenstein     | Suïssa         | 1971 |
| Simfònica de la BBC                   | Sir Adrian Boult      | BBC            | 1975 |
| Reial Filharmònica de Liverpool       | Vernon Handley        | WEA Enigma     | 1978 |
| Filharmònica                          | Bernard Haitink       | EMI            | 1982 |
| Nacional escocès                      | Sir Alexander Gibson  | Chandos        | 1984 |
| Reial Filharmònica                    | André Previn          | Telarc         | 1987 |
| Filharmònica de Londres               | Leonard Slatkin       | Verge          | 1988 |
| Simfonia de Bournemouth               | Vernon Handley        | EMI            | 1989 |
| Filharmònica de Londres               | Sir Charles Mackerras | EMI            | 1989 |
| Filharmònica                          | Louis Frémaux         | Collins        | 1989 |
| Filharmònica de Londres               | Bryden Thomson        | Chandos        | 1991 |
| Simfònica de la ciutat de Birmingham  | Simon Rattle          | EMI            | 1992 |
| BBC National Orchestra of Wales       | Tadaaki Otaka         | BBC            | 1993 |
| Reial Filharmònica                    | Vladimir Ashkenazy    | Decca          | 1993 |
| BBC Scottish Symphony                 | Martyn Brabbins       | Hiperió        | 1995 |
| Simfonia de Bournemouth               | Andrew Litton         | Decca          | 1995 |
| Filharmònica del Nord anglesa         | Pau Daniel            | Naxos          | 2004 |
| Simfonia de Londres                   | Sir Colin Davis       | LSO en directe | 2005 |
| Simfònica de la BBC                   | Edward Gardner        | Chandos        | 2014 |
| Simfonia de Bournemouth               | Kirill Karabits       | Ònix           | 2017 |

Font: Walton Trust i WorldCat.